# Rolls-Royce Derwent
Rolls-Royce Derwent var Storbritanniens andra serieproducerade jetmotor efter Rolls-Royce Welland. Konstruktionen kom ursprungligen från Rover som tillverkade jetmotorer på licens av Frank Whittles företag Power Jets. Adrian Lombard på Rover utvecklade, utan Whittles vetskap, en förbättrad version av hans motor Power Jets W.2 som han kallade W.2B/26. När Rover 1943 lämnade över jetmotortillverkningen till Rolls-Royce följde även rättigheterna till Lombards motor med. Eftersom den visade sig vara mer tillförlitlig och kunde producera mer dragkraft än Whittles motor satte Rolls-Royce den i produktion under namnet Derwent.
Den första modellen av Derwent kunde producera 8,9 kN dragkraft mot Wellands 7,1 kN och den kom därför att ersätta Welland som motor i de flesta modeller av Gloster Meteor. Flera förbättrade modeller med ännu mer dragkraft följde. Derwent IV kunde producera 10,7 kN.
Derwent användes också som förebild för den större motorn Rolls-Royce Nene som i princip var en uppförstorad Derwent. Nene var i början på 1950-talet världens kraftfullaste jetmotor med nästan dubbelt så mycket dragkraft som Derwent och den användes i flera olika flygplan. Den var dock för stor för att gå in i motorgondolderna på Meteor, så för att uppgradera Meteor så skapade man en ny version av Derwent där man tog tillvara många av erfarenheterna från Nene. Denna modell som kallades Derwent V skiljde sig mer från de tidigare modellerna och kunde producera 15,6 kN dragkraft.